# Cobardes
Cobardes es una película española dirigida y escrita por José Corbacho y Juan Cruz en 2008. La película basa su argumento en el acoso escolar. Fue rodada en Hospitalet de Llobregat, concretamente en el Instituto Can Vilumara.

## Argumento
La trama cuenta la historia de quince chicos de secundaria, uno la víctima y el otro, el maltratador. Guille es, en apariencia, un chico como muchos: buenas notas, buen deportista y con una familia que le respalda. Descubre que actuar de "matón" en clase le da cierto respeto, por lo que, sin dudarlo, elige a una víctima y, con cualquier pretexto se pasa el día acosándole con sus amigos, que en realidad sus amigos no eran sus amigos de verdad sino que le tenían miedo y para que no le hiciera nada Guille lo apoyaban.
Gabriel es la víctima elegida por Guille. Gabriel es pelirrojo, así que todos lo llaman "zanahoria". Gaby, decide un día, que no se dejará ser acosado. Habla con Carla, su mejor amiga, y planean cómo conseguir que Guille deje de pegarle, de acosarle.
Deciden grabar un vídeo en el que sale Guille pegando a Gaby, y ,al día siguiente, Gaby se lo envía al teléfono de Guille. Él y todos sus amigos ven el vídeo y Gaby les "chantajea" diciéndoles que si los amigos se quedaban con Guille, haría público el vídeo. Sus amigos se van y Guille se queda solo. 
Al final de la película se puede ver cómo Guille no vuelve a molestar a Gaby, pero en la escena final ocurre algo que no te dejará indiferente.
Teóricamente puede ser que Gaby se vuelva un bully al final.